# Indian Wells Open 2024 - Qualificazioni singolare maschile
Le qualificazioni del singolare maschile dell'Indian Wells Open 2024 sono state un torneo di tennis preliminare per accedere alla fase finale della manifestazione. I vincitori dell'ultimo turno sono entrati di diritto nel tabellone principale. In caso di ritiro di uno o più giocatori aventi diritto a giocare nel tabellone principale, a questi sono subentrati i lucky loser, ossia i giocatori che hanno perso nell'ultimo turno ma che avevano una classifica più alta rispetto agli altri partecipanti che avevano comunque perso nel turno finale.

## Teste di serie
1. Thiago Seyboth Wild (qualificato)
2. Rinky Hijikata (primo turno)
3. Yoshihito Nishioka (primo turno)
4. Hugo Gaston (primo turno)
5. Arthur Cazaux (primo turno)
6. Jurij Rodionov (ultimo turno, lucky loser)
7. Maximilian Marterer (primo turno)
8. Sumit Nagal (ultimo turno, lucky loser)
9. Constant Lestienne (qualificato)
10. Quentin Halys (primo turno)
11. Luca Nardi (ultimo turno, lucky loser)
12. Benoît Paire (primo turno)

1. David Goffin (qualificato)
2. Vít Kopřiva (ultimo turno)
3. Hamad Međedović (primo turno)
4. Diego Schwartzman (primo turno)
5. Duje Ajduković (primo turno)
6. Michael Mmoh (primo turno)
7. Yosuke Watanuki (ritirato)
8. Liam Broady (ultimo turno)
9. Felipe Meligeni Alves (primo turno)
10. Harold Mayot (ultimo turno)
11. Andrea Vavassori (ultimo turno)
12. Emilio Nava (ultimo turno)

## Qualificati
1. Thiago Seyboth Wild
2. Lucas Pouille
3. Shang Juncheng
4. Denis Kudla
5. Shintaro Mochizuki
6. Nicolas Moreno de Alboran

1. Lukáš Klein
2. Hong Seong-chan
3. Constant Lestienne
4. Ethan Quinn
5. David Goffin
6. Hugo Grenier

### Lucky loser
1. Jurij Rodionov
2. Sumit Nagal

1. Luca Nardi

## Tabellone

### Legenda
| - Q = Qualificato - WC = Wild card - LL = Lucky loser | - ALT = Alternate - SE = Special Exempt - PR = Protected Ranking | - w/o = Walkover - r = Ritirato - d = Squalificato |

### Sezione 1
|  | Primo turno | Primo turno         | Primo turno         | Primo turno | Primo turno |  |  | Ultimo turno | Ultimo turno        | Ultimo turno        | Ultimo turno | Ultimo turno |  |
|  |             |                     |                     |             |             |  |  |              |                     |                     |              |              |  |
|  | 1           | Thiago Seyboth Wild | Thiago Seyboth Wild | 6           | 6           |  |  |              |                     |                     |              |              |  |
|  |             | Adam Walton         | Adam Walton         | 1           | 3           |  |  | 1            | Thiago Seyboth Wild | Thiago Seyboth Wild | 6            | 6            |  |
|  |             | Marc Polmans        | Marc Polmans        | 3           | 2           |  |  | 20           | Liam Broady         | Liam Broady         | 1            | 1            |  |
|  | 20          | Liam Broady         | Liam Broady         | 6           | 6           |  |  |              |                     |                     |              |              |  |

### Sezione 2
|  | Primo turno | Primo turno    | Primo turno   | Primo turno | Primo turno |  |  | Ultimo turno | Ultimo turno  | Ultimo turno | Ultimo turno | Ultimo turno |  |
|  |             |                |               |             |             |  |  |              |               |              |              |              |  |
|  | 2           | Rinky Hijikata | 7             | 1           | 3           |  |  |              |               |              |              |              |  |
|  | WC          | Lucas Pouille  | 5             | 6           | 6           |  |  | WC           | Lucas Pouille | 0            | 6            | 6            |  |
|  |             | Beibit Žukaev  | Beibit Žukaev | 3           | 1           |  |  | 22           | Harold Mayot  | 6            | 4            | 2            |  |
|  | 22          | Harold Mayot   | Harold Mayot  | 6           | 6           |  |  |              |               |              |              |              |  |

### Sezione 3
|  | Primo turno | Primo turno        | Primo turno | Primo turno | Primo turno |  |  | Ultimo turno | Ultimo turno   | Ultimo turno   | Ultimo turno | Ultimo turno |  |
|  |             |                    |             |             |             |  |  |              |                |                |              |              |  |
|  | 3           | Yoshihito Nishioka | 6           | 612         | 3           |  |  |              |                |                |              |              |  |
|  |             | Shang Juncheng     | 4           | 7           | 6           |  |  |              | Shang Juncheng | Shang Juncheng | 6            | 7            |  |
|  |             | Facundo Bagnis     | 3           | 6           | 6           |  |  |              | Facundo Bagnis | Facundo Bagnis | 2            | 5            |  |
|  | 18          | Michael Mmoh       | 6           | 4           | 4           |  |  |              |                |                |              |              |  |

### Sezione 4
|  | Primo turno | Primo turno   | Primo turno | Primo turno | Primo turno |  |  | Ultimo turno | Ultimo turno | Ultimo turno | Ultimo turno | Ultimo turno |  |
|  |             |               |             |             |             |  |  |              |              |              |              |              |  |
|  | 4           | Hugo Gaston   | Hugo Gaston | 1           | 3           |  |  |              |              |              |              |              |  |
|  |             | Denis Kudla   | Denis Kudla | 6           | 6           |  |  |              | Denis Kudla  | Denis Kudla  | 6            | 6            |  |
|  | WC          | Steve Johnson | 7           | 610         | 4           |  |  | 24           | Emilio Nava  | Emilio Nava  | 2            | 4            |  |
|  | 24          | Emilio Nava   | 6           | 7           | 6           |  |  |              |              |              |              |              |  |

### Sezione 5
|  | Primo turno | Primo turno        | Primo turno        | Primo turno | Primo turno |  |  | Ultimo turno | Ultimo turno       | Ultimo turno       | Ultimo turno | Ultimo turno |  |
|  |             |                    |                    |             |             |  |  |              |                    |                    |              |              |  |
|  | 5           | Arthur Cazaux      | Arthur Cazaux      | 4           | 4           |  |  |              |                    |                    |              |              |  |
|  |             | Benjamin Hassan    | Benjamin Hassan    | 6           | 6           |  |  |              | Benjamin Hassan    | Benjamin Hassan    | 4            | 64           |  |
|  |             | Shintaro Mochizuki | Shintaro Mochizuki | 6           | 6           |  |  |              | Shintaro Mochizuki | Shintaro Mochizuki | 6            | 7            |  |
|  | 16          | Diego Schwartzman  | Diego Schwartzman  | 4           | 3           |  |  |              |                    |                    |              |              |  |

### Sezione 6
|  | Primo turno | Primo turno               | Primo turno               | Primo turno | Primo turno |  |  | Ultimo turno | Ultimo turno              | Ultimo turno | Ultimo turno | Ultimo turno |  |
|  |             |                           |                           |             |             |  |  |              |                           |              |              |              |  |
|  | 6           | Jurij Rodionov            | Jurij Rodionov            | 6           | 6           |  |  |              |                           |              |              |              |  |
|  |             | Federico Gaio             | Federico Gaio             | 1           | 2           |  |  | 6            | Jurij Rodionov            | 3            | 6            | 3            |  |
|  |             | Nicolas Moreno de Alboran | Nicolas Moreno de Alboran | 6           | 6           |  |  |              | Nicolas Moreno de Alboran | 6            | 4            | 6            |  |
|  | 21          | Felipe Meligeni Alves     | Felipe Meligeni Alves     | 3           | 1           |  |  |              |                           |              |              |              |  |

### Sezione 7
|  | Primo turno | Primo turno         | Primo turno         | Primo turno | Primo turno |  |  | Ultimo turno | Ultimo turno   | Ultimo turno | Ultimo turno | Ultimo turno |  |
|  |             |                     |                     |             |             |  |  |              |                |              |              |              |  |
|  | 7           | Maximilian Marterer | Maximilian Marterer | 2           | 4           |  |  |              |                |              |              |              |  |
|  |             | Lukáš Klein         | Lukáš Klein         | 6           | 6           |  |  |              | Lukáš Klein    | 6            | 6            | 6            |  |
|  |             | Zachary Svajda      | 2                   | 6           | 6           |  |  |              | Zachary Svajda | 4            | 7            | 3            |  |
|  | 17          | Duje Ajduković      | 6                   | 2           | 0           |  |  |              |                |              |              |              |  |

### Sezione 8
|  | Primo turno | Primo turno     | Primo turno     | Primo turno | Primo turno |  |  | Ultimo turno | Ultimo turno    | Ultimo turno | Ultimo turno | Ultimo turno |  |
|  |             |                 |                 |             |             |  |  |              |                 |              |              |              |  |
|  | 8           | Sumit Nagal     | Sumit Nagal     | 6           | 6           |  |  |              |                 |              |              |              |  |
|  | WC          | Stefan Dostanic | Stefan Dostanic | 2           | 2           |  |  | 8            | Sumit Nagal     | 6            | 2            | 64           |  |
|  | PR          | Kwon Soon-woo   | Kwon Soon-woo   | 3           | 3           |  |  | Alt          | Hong Seong-chan | 2            | 6            | 7            |  |
|  | Alt         | Hong Seong-chan | Hong Seong-chan | 6           | 6           |  |  |              |                 |              |              |              |  |

### Sezione 9
|  | Primo turno | Primo turno        | Primo turno        | Primo turno | Primo turno |  |  | Ultimo turno | Ultimo turno       | Ultimo turno       | Ultimo turno | Ultimo turno |  |
|  |             |                    |                    |             |             |  |  |              |                    |                    |              |              |  |
|  | 9           | Constant Lestienne | Constant Lestienne | 6           | 7           |  |  |              |                    |                    |              |              |  |
|  |             | Elias Ymer         | Elias Ymer         | 4           | 67          |  |  | 9            | Constant Lestienne | Constant Lestienne | 6            | 6            |  |
|  | WC          | Cooper Woestendick | Cooper Woestendick | 2           | 3           |  |  | 14           | Vít Kopřiva        | Vít Kopřiva        | 1            | 3            |  |
|  | 14          | Vít Kopřiva        | Vít Kopřiva        | 6           | 6           |  |  |              |                    |                    |              |              |  |

### Sezione 10
|  | Primo turno | Primo turno      | Primo turno      | Primo turno | Primo turno |  |  | Ultimo turno | Ultimo turno     | Ultimo turno | Ultimo turno | Ultimo turno |  |
|  |             |                  |                  |             |             |  |  |              |                  |              |              |              |  |
|  | 10          | Quentin Halys    | Quentin Halys    | 1           | 5           |  |  |              |                  |              |              |              |  |
|  | WC          | Ethan Quinn      | Ethan Quinn      | 6           | 7           |  |  | WC           | Ethan Quinn      | 4            | 6            | 6            |  |
|  |             | Damir Džumhur    | Damir Džumhur    | 4           | 3           |  |  | 23           | Andrea Vavassori | 6            | 1            | 2            |  |
|  | 23          | Andrea Vavassori | Andrea Vavassori | 6           | 6           |  |  |              |                  |              |              |              |  |

### Sezione 11
|  | Primo turno | Primo turno    | Primo turno    | Primo turno | Primo turno |  |  | Ultimo turno | Ultimo turno | Ultimo turno | Ultimo turno | Ultimo turno |  |
|  |             |                |                |             |             |  |  |              |              |              |              |              |  |
|  | 11          | Luca Nardi     | Luca Nardi     | 6           | 6           |  |  |              |              |              |              |              |  |
|  |             | Térence Atmane | Térence Atmane | 4           | 0           |  |  | 11           | Luca Nardi   | 64           | 7            | 4            |  |
|  |             | Maxime Cressy  | 7              | 3           | 3           |  |  | 13           | David Goffin | 7            | 5            | 6            |  |
|  | 13          | David Goffin   | 65             | 6           | 6           |  |  |              |              |              |              |              |  |

### Sezione 12
|  | Primo turno | Primo turno     | Primo turno     | Primo turno | Primo turno |  |  | Ultimo turno | Ultimo turno | Ultimo turno | Ultimo turno | Ultimo turno |  |
|  |             |                 |                 |             |             |  |  |              |              |              |              |              |  |
|  | 12          | Benoît Paire    | Benoît Paire    | 65          | 3           |  |  |              |              |              |              |              |  |
|  |             | Alex Molčan     | Alex Molčan     | 7           | 6           |  |  |              | Alex Molčan  | Alex Molčan  | 3            | 2            |  |
|  |             | Hugo Grenier    | Hugo Grenier    | 6           | 6           |  |  |              | Hugo Grenier | Hugo Grenier | 6            | 6            |  |
|  | 15          | Hamad Međedović | Hamad Međedović | 1           | 1           |  |  |              |              |              |              |              |  |